# Haanja (gemeente)
Haanja (Estisch: Haanja vald, Võro: Haani vald) was een gemeente in de Estlandse provincie Võrumaa. De gemeente telde 1078 inwoners op 1 januari 2017. In 2011 waren dat er 982. Ze had een oppervlakte van 170,9 km².
De landgemeente telde 92 dorpen. De grootste daarvan waren Ruusmäe, en de hoofdplaats Haanja.
In oktober 2017 werd Haanja bij de gemeente Rõuge gevoegd.

## Geografie
Haanja lag in het hoogstgelegen deel van Estland, het hoogland van Haanja (Haanja kõrgustik). Hiertoe behoort de berg Suur Munamägi, die 318 meter hoog is en daarmee de hoogste van het Baltisch gebied. Op de top staat sinds 1939 een uitkijktoren.
De landgemeente telde 69 natuurlijke en kunstmatige meren, waaronder het Tuuljärv, het hoogstgelegen meer van Estland, en het Kavadi järv, het meer met de sterkst gelede kust, dat oorspronkelijk uit drie verschillende meren bestond.

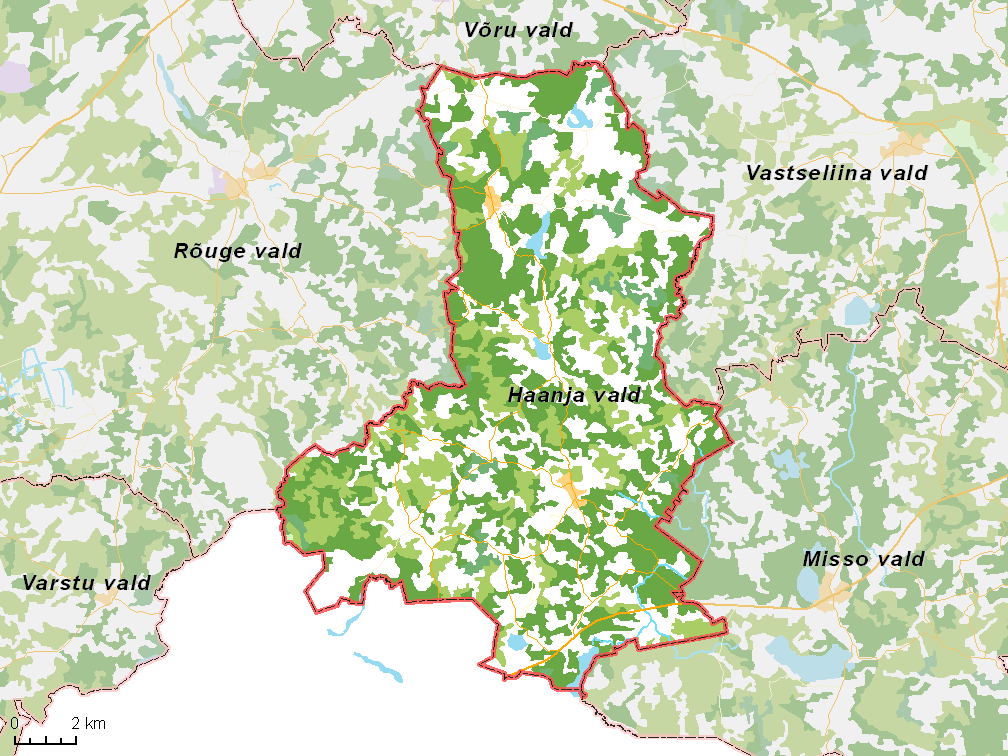
De gemeente met omliggende gemeenten, situatie begin 2017

## Landgoed
Bij het dorp Ruusmäe bevindt zich het voormalige landgoed Rogosi, waarin zich onder meer een school, een volkshuis en een streekmuseum bevinden. Het dorp heette tot 1939 eveneens Rogosi, naar de 17de-eeuwse eigenaar van het landgoed: Stanislaus Rogosinsky.